# Wilhelm H. Westphal (Physiker)

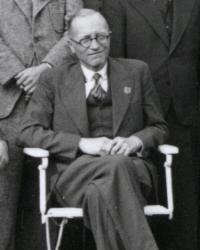
Wilhelm H. Westphal, 1935 in Stuttgart

Wilhelm Heinrich Westphal (* 3. März 1882 in Hamburg; † 5. Juni 1978 in Berlin) war ein deutscher Physiker. Er war Autor von Hochschulbüchern und populärwissenschaftlichen Schriften sowie Herausgeber wissenschaftlicher Werke.
Wilhelm Westphal war Sohn einer Hamburger Kaufmannsfamilie. Er studierte Physik in Bonn, München und Berlin. Danach nahm er eine Stelle als Assistent am Physikalischen Institut der Friedrich-Wilhelms-Universität zu Berlin an. Zu seinen Studienkollegen gehörten James Franck und Robert Wichard Pohl (die er noch aus der Schule in Hamburg kannte) und Gustav Hertz, ebenfalls aus Hamburg. 1908 promovierte er bei Arthur Wehnelt mit einer experimentellen Arbeit über Elektronenstrahlen, seine Habilitation folgte 1913. Er war Assistent von Heinrich Rubens, den er als seinen eigentlichen Lehrer betrachtete.
Von 1915 bis 1918 war er zusammen mit vielen anderen Wissenschaftlern (u. a. Otto Hahn, James Franck und Gustav Hertz) im Ersten Weltkrieg in einem von Fritz Haber geführten Giftgas-Sonderkommando (dem Pionierregiment 35) eingesetzt. Seine Aufgabe bestand darin bei Giftgasangriffen an der Front die Windrichtung zu verfolgen und bei Gefahr für die eigenen Truppen diese zu warnen. Die letzten beiden Jahre des Ersten Weltkriegs war er Adjutant bei der Heeresgasschule in Berlin.

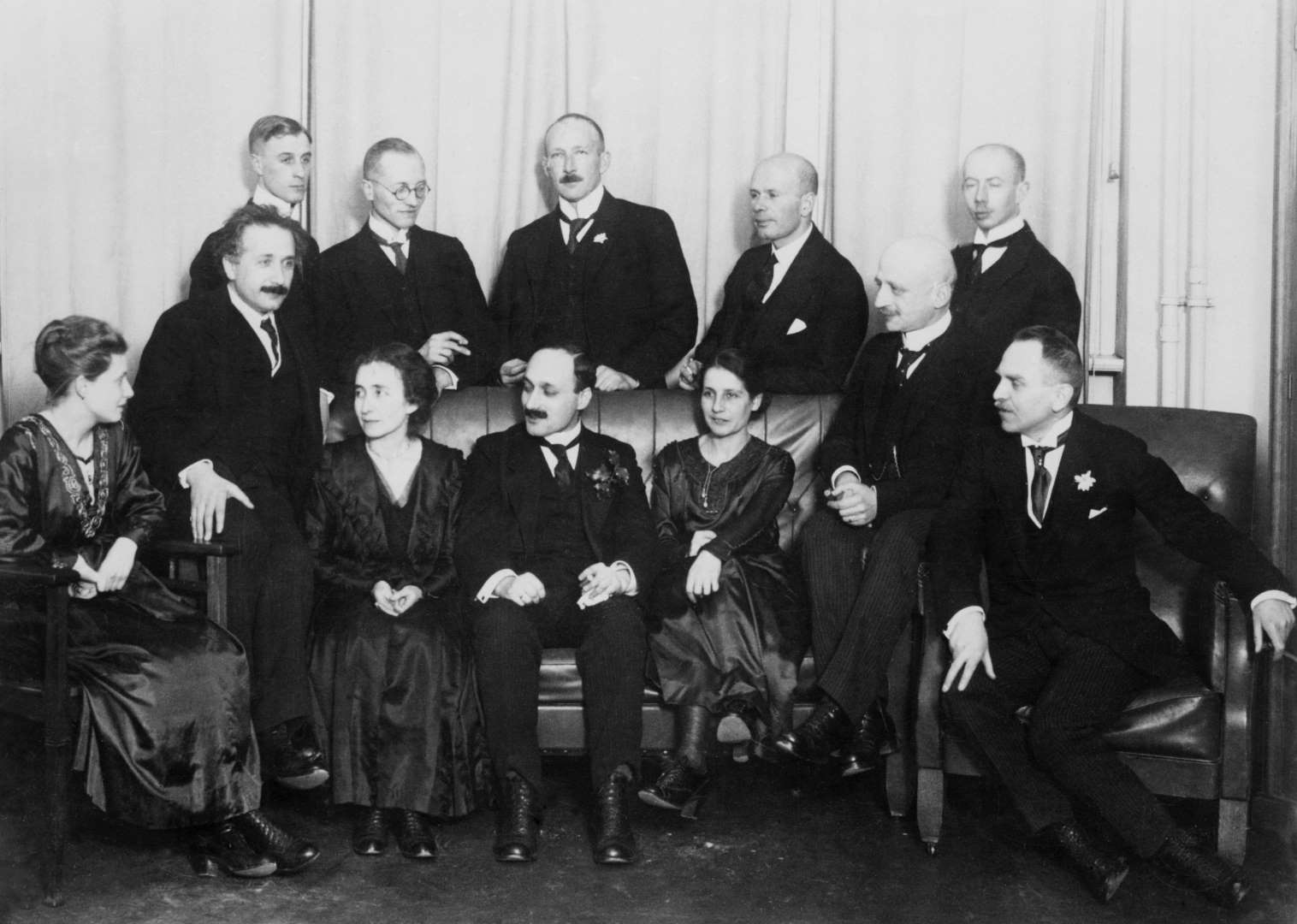
Im Kreise berühmter Physiker und Chemiker in Berlin

Nach dem Ersten Weltkrieg erhielt er eine Professur an der Friedrich-Wilhelms-Universität Berlin. Von 1922 an war er für zwei Jahre zugleich auch Referent im Preußischen Kultus-Ministerium und in dieser Funktion der erste deutsche Wissenschaftler, der offiziell die Sowjetunion besuchte. Er war in dieser Funktion (die über eine Anstellung am Astrophysikalischen Observatorium in Potsdam bezahlt wurde, wo er aber beurlaubt war) auch im Kuratorium des Einsteinturms. Seit 1928 war er Professor an der Technischen Hochschule Berlin (später: Technische Universität Berlin). Im Kultusministerium hatte man beschlossen, den Physikerbedarf auch durch Ausbau der Lehre an den Technischen Hochschulen zu befriedigen. Leiter des neu gegründeten Physikalischen Instituts war Gustav Hertz und Richard Becker unterrichtete Theorie, während Westphal das Anfängerpraktikum leitete und neu aufbaute. Er blieb an der TU Berlin bis zu seiner Pensionierung im Jahre 1955. Die Technische Universität ernannte ihn 1964 zum Ehrensenator.

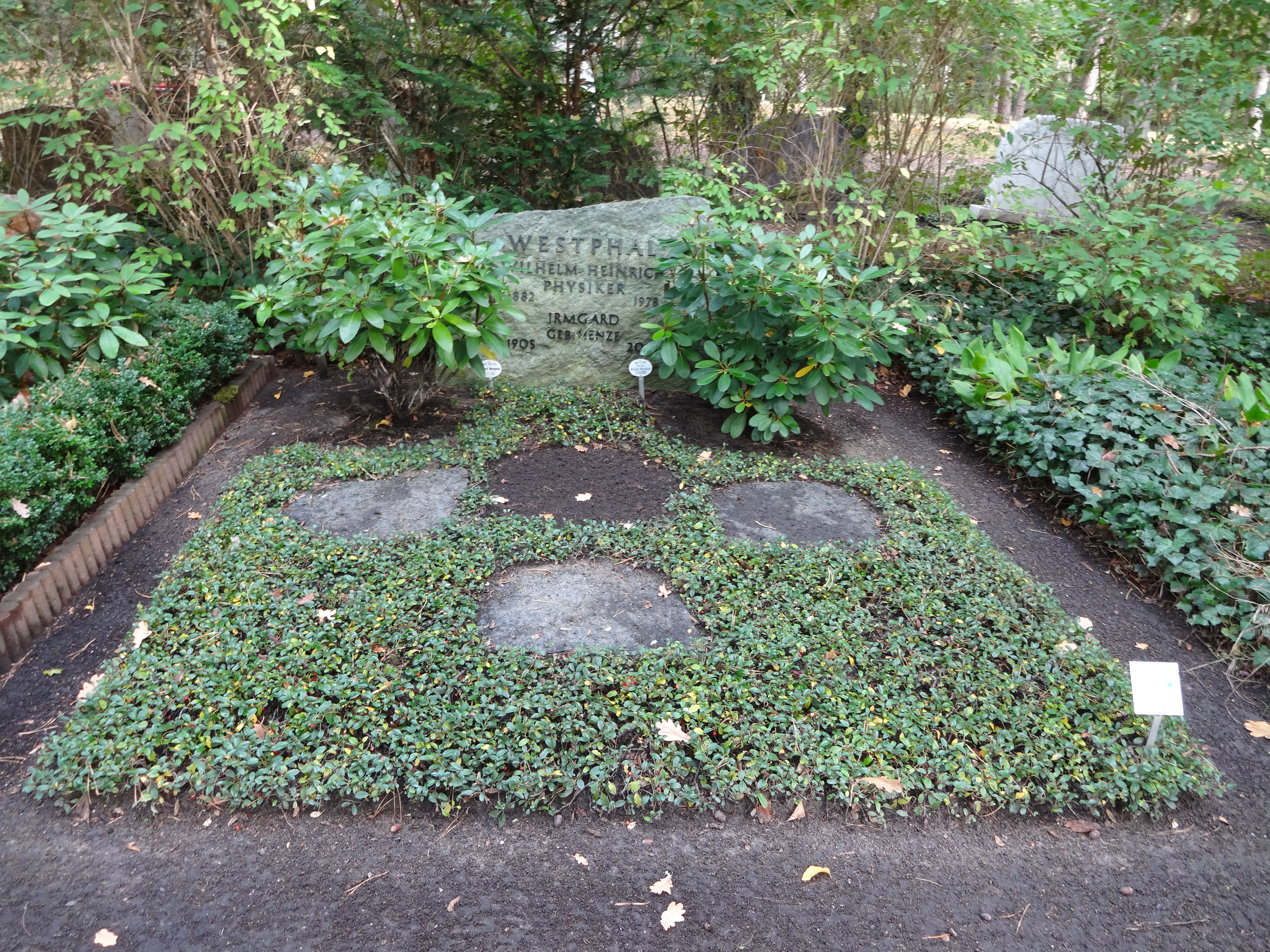
Grabstätte

Er ist auf dem Waldfriedhof Zehlendorf bestattet.
Ab 1928 richtete Westphal an der Technischen Hochschule ein Physikalisches Praktikum ein, das zum Vorbild für andere Hochschulen wurde. Sein 1928 erschienenes Lehrbuch Physik war in Deutschland lange ein Standardwerk und erreichte 1970 die 26. Auflage. Weit verbreitet war auch sein Physikalisches Praktikum. Er war Herausgeber von fünf Bänden des Handbuchs der Physik, des Physikalischen Wörterbuchs sowie der Buchreihe Die Wissenschaft. Westphal war mit Broschüren, Zeitungsbeiträgen und Vorträgen aktiv in der Darstellung von Physik für Laien, auch mit seinem in mehrere Sprachen übersetzten Buch Deine tägliche Physik.
Neben Franck war er auch mit Max von Laue befreundet, der 1918 eine Professur in Berlin annahm.

## Familie
Wilhelm Westphal war in erster Ehe mit Olga Westphal, geborene Meyer-Delius (1889–1978), verheiratet. Sie hatten 4 Kinder, ein Sohn war der Chemiker und Immunologe Otto Westphal (1913–2004). In zweiter Ehe war er verheiratet mit Irmgard Westphal, geborene Henze (1905–2007), sie hatten 5 Kinder.

## Schriften
- Physik. Springer 1928. 26. Auflage 1970.
- Physik des alltäglichen Lebens. Societäts-Verlag, Frankfurt am Main 1940 (= Frankfurter Bücher. Forschung und Leben. Band 5). Später als Deine tägliche Physik. Berlin 1949, Ullstein 1978.
- Physikalisches Praktikum. Vieweg 1938. 13. Auflage 1983.
- Die Relativitätstheorie. Greifen, Rudolstadt 1947. Franckh, Stuttgart 1955.
- Kleines Lehrbuch der Physik ohne Anwendung höherer Mathematik. Springer 1948. 5. Auflage 1963.
- Deine tägliche Physik Verlag des Druckhauses Tempelhof, Berlin 1949, 2. Auflage 1950
- Die Grundlagen des physikalischen Begriffssystems. Vieweg 1965. 2. Auflage 1971.
- Fun with physics. London 1964.
- Physikalisches Wörterbuch  Springer 1952 (Westphal war Herausgeber).